# Жан-Бернар
Жан-Бернар (фр. Gouffre Jean-Bernard або Réseau Jean Bernard) — печера в альпійській області Верхня Савоя, Франція. Одна з найглибших печер світу (−1602 м), друга по глибині печера Франції. У період з 1979 по 1998 роки була якнайглибшою печерою планети.

## Історія досліджень
Перший вхід в печерну систему був відкритий в 1959 році двома спелеологами групи «Вулкан» Жаном Дюпоном (фр. Jean Dupont) і Бернаром Раффи (фр. Bernard Raffy). У 1963 році обоє загинули під час паводку при дослідженні протяжної печери Goule de Foussoubie в департаменті Ардеш, а печера Жан-Бернар дістала назву на честь своїх першовідкривачів.
У 1975 році в результаті з'єднання з іншими печерами глибина системи досягає −1208 м. У 1976 році −1290 м.
У 1979 році Жан-Бернар стає якнайглибшою печерою світу, досягнувши відмітки −1358 м
У 1981 році глибина печери −1455 м. У 1983 році здоланий рубіж в 1,5 км, система стає −1535 м. У 1989 році після з'єднання з печерою C-37, вхід в яку розташований на висоті 2264 м н.р.м., досягнуто відмітки −1602 м.
У 1998 році Жан-Бернар втрачає першість в списку якнайглибших печер, поступаючись розташованій неподалік печері Мірольда (−1610 м).